# Aegyptobia hymenocleae
Aegyptobia hymenocleae är en spindeldjursart som beskrevs av Baker och James P. Tuttle 1964. Aegyptobia hymenocleae ingår i släktet Aegyptobia och familjen Tenuipalpidae. Inga underarter finns listade i Catalogue of Life.